# 埃凯尔德
埃凯尔德（法語：Esquerdes，法語發音：[ekɛʁd]）是法国上法蘭西大區加来海峡省的一个市镇，属于圣奥梅尔区。

## 地理
埃凯尔德（50°42'17"N, 2°11'14"E）面积9.4 平方千米，位于法国上法蘭西大區加来海峡省，该省份为法国北部沿海省份，西北濒北海，南至索姆省，东临北部省。
与埃凯尔德接壤的市镇（或旧市镇、城区）包括：维斯克、勒米伊维尔坎、塞克、阿河畔瓦夫朗、埃尔讷、阿利讷。
埃凯尔德的时区为UTC+01:00、UTC+02:00（夏令时）。

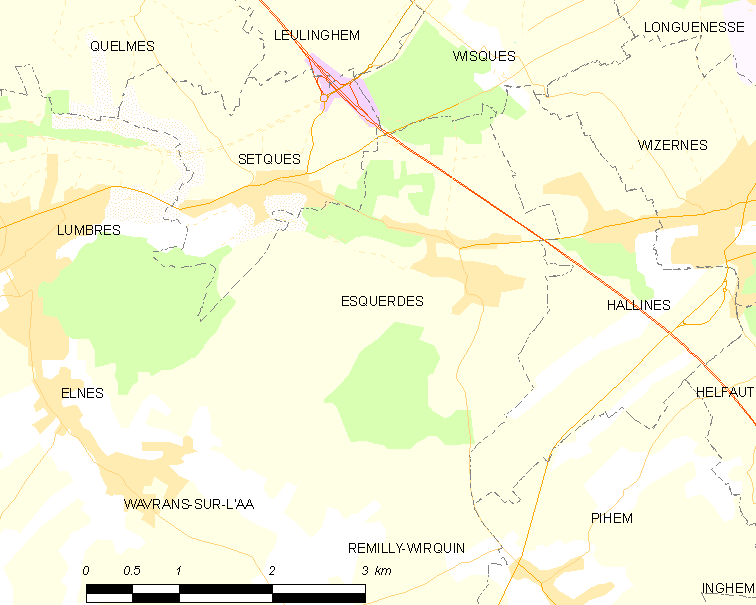
埃凯尔德的OSM定位图

## 行政
埃凯尔德的邮政编码为62380，INSEE市镇编码为62309。

## 政治
埃凯尔德所属的省级选区为兰布尔县。

## 人口

1962-2008年间埃凯尔德人口变化图示

埃凯尔德于2022年1月1日时的人口数量为1607人。